# Ghiacciaio dell'A Neuve
Il ghiacciaio dell'A Neuve è un ghiacciaio svizzero delle Alpi del Monte Bianco.

## Caratteristiche
Il ghiacciaio si trova lateralmente rispetto alla val Ferret. È contornato principalmente dalle seguenti montagne: Monte Dolent, Tour Noir, Aiguille de l'A Neuve, Grande Lui e Grand Darray. Dal ghiacciaio prendono forma gli torrenti Reuse de l'A Neuve e Reuse de l’Amône tributarii della Drance de Ferret.
Sul bordo del ghiacciaio è presente la Cabane de l'A Neuve (2.735 m).